# La Chapelle-Rambaud

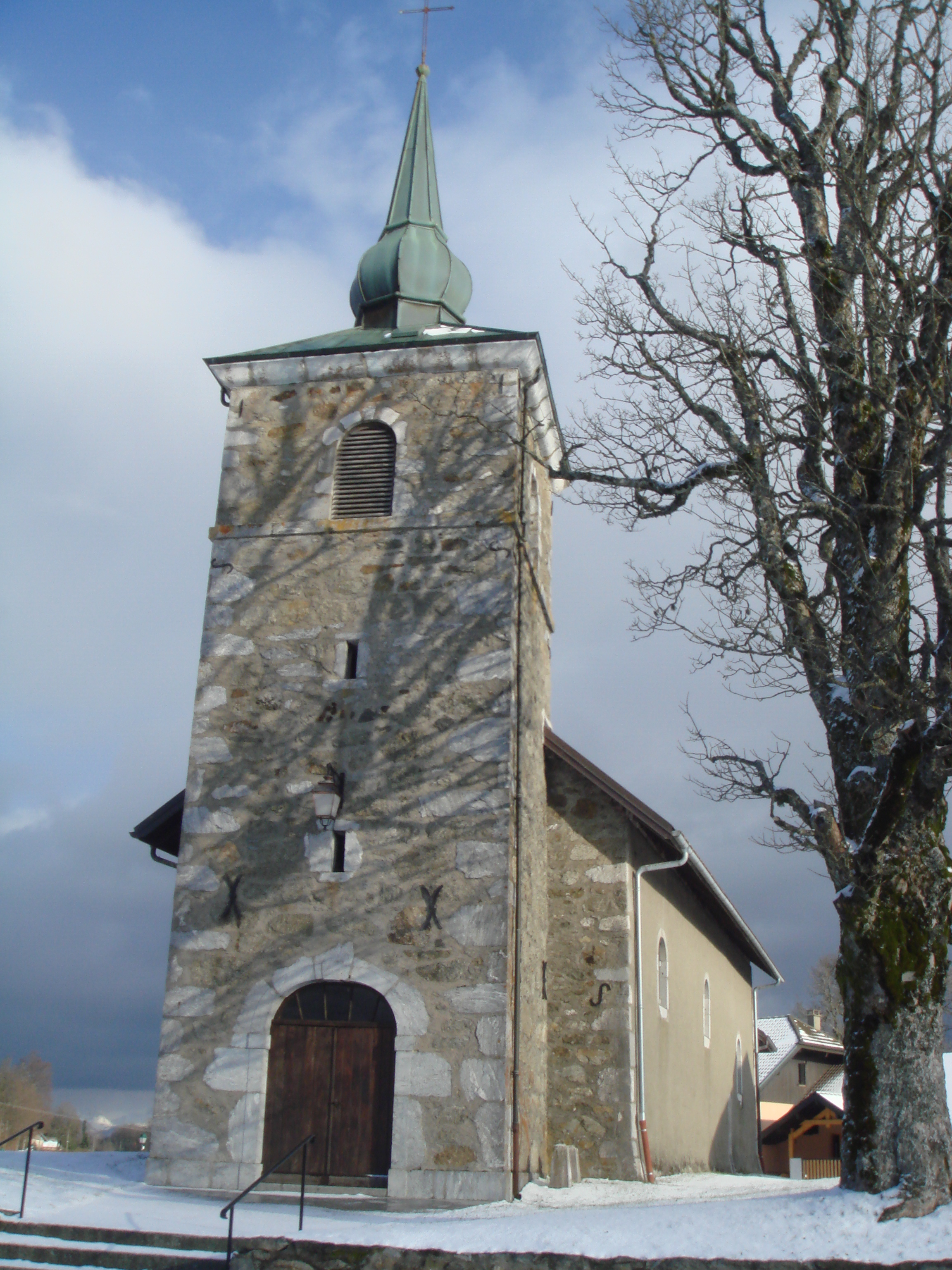
Kościół Matki Bożej (2008)

La Chapelle-Rambaud – miejscowość i gmina we Francji, w regionie Owernia-Rodan-Alpy, w departamencie Górna Sabaudia.
Według danych na rok 1990 gminę zamieszkiwało 177 osób, a gęstość zaludnienia wynosiła 41 osób/km² (wśród 2880 gmin regionu Rodan-Alpy La Chapelle-Rambaud plasuje się na 1448. miejscu pod względem liczby ludności, natomiast pod względem powierzchni na miejscu 1568.).